# Pont des Soupirs (Cambridge)
Pour les articles homonymes, voir Pont des Soupirs (homonymie).
 (novembre 2015).
Si vous disposez d'ouvrages ou d'articles de référence ou si vous connaissez des sites web de qualité traitant du thème abordé ici, merci de compléter l'article en donnant les références utiles à sa vérifiabilité et en les liant à la section « Notes et références ».

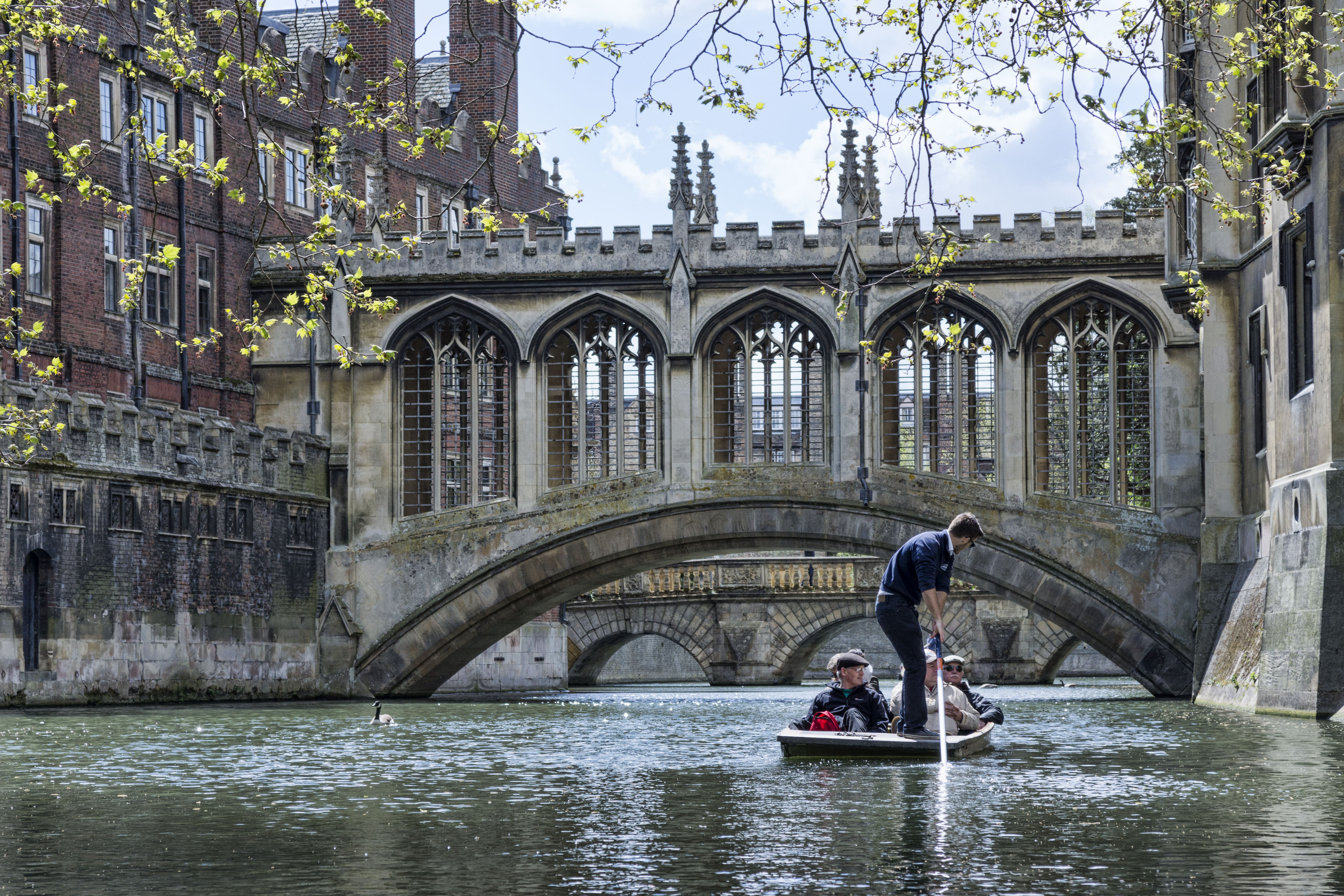
Le Pont des Soupirs

Le Pont des Soupirs (en anglais : Bridge of Sighs) à Cambridge appartient au Collège Saint-Jean de l'Université de Cambridge. Il a été construit en 1831 et traverse la rivière Cam entre la Troisième Cour du Collège et la Nouvelle Cour. L'architecte était Henry Hutchinson.
La construction du pont marque le début du développement du campus de l'autre côté de la rivière Cam. Il fut officiellement baptisé « pont nouveau », mais le nom Pont des Soupirs se substitua rapidement à son nom officiel.
Il s'appelle comme le Pont des Soupirs à Venise, bien qu'architecturalement tous deux aient peu en commun hors le fait d'être couverts. Le pont est une des attractions touristiques principales de Cambridge, on dit que la reine Victoria l'aimait plus qu'aucun autre endroit de la ville.
À deux occasions distinctes, les étudiants ont fait la farce de suspendre une voiture sous le pont. La première fois (en 1963), ils ont amené une Austin Seven 1928 en utilisant quatre barques à fond plat liées ensemble — puis ils l'ont hissée sous le pont avec des cordes. La deuxième fois (en 1968) c'est une Bond three-wheeler qui a été suspendue sous le pont. Ni dans un cas ni dans l'autre le pont n'a été endommagé.
Les gens du coin disent par plaisanterie que le pont porte ce nom pour rappeler les soupirs que poussent les étudiants de Cambridge lorsqu'ils le traversent pour se rendre à leurs examens.